# Безіменка (притока Липи)
Безіме́нка — річка у Горохівському районі Волинської області, ліва притока Липи (басейн Дніпра).

## Опис
Довжина річки 21 км, похил річки — 1,1 м/км. Формується з багатьох безіменних струмків та водойм. Площа басейну 192 км².

## Розташування
Бере початок біля села Мирків. Тече переважно на південний схід через орнітологічний заказник місцевого значення «Холонів» і між селами Галичани та Красів впадає в річку Липу, ліву притоку Стиру.
Населені пункти вздовж берегової смуги: Марковичі, Скобелка, Горохів, Старостав, Холонів, Звиняче.